# Словения на «Евровидении-2008»
Словения на «Евровидении 2008» была представлена певицей и фотомоделью Ребекой Дремель, которая исполнила песню «Vrag naj zname» (словен. Чёрт побери). Ребека Дремель выступила в первом полуфинале, но заняла 11-е место с 36 баллами и не прошла в финал.

## Национальный отбор
30 ноября 2007 телерадиокомпания «Radiotelevizija Slovenija» объявила о начале отборочного конкурса к Евровидению-2008. Отборочный тур состоял из двух полуфиналов, в каждом из которых было по 10 песен (в финал выходило по 5 песен). В финале из 10 песен путём зрительского голосования выбирались сначала две лучшие для суперфинала: победитель суперфинальной дуэли и отправлялся на Евровидение.
Всего 20 полуфиналистов были показаны по словенскому телевидению в телешоу Spet Doma (6, 13, 20 и 27 января), в каждом выпуске шоу было показано по 5 песен. Полуфиналы должны были состояться 1 и 2 февраля, финал и суперфинал — 3 февраля.
Уже перед полуфиналом группа «Skupina Zaka'pa ne» и певица Петра были дисквалифицированы за нарушение правил конкурса: их песни были публично исполнены до 1 октября 2007, к тому же группу «Skupina Zaka'pa ne» обвинили в частичном копировании текста у другой песни, в которой певица Петра выступала в роли бэк-вокалистки. Их места в полуфиналах заняли группа «Cole in Predsednik» и певица Бригита Шулер.
Победительницей отбора стала Ребека Дремель, одолевшая в суперфинале группу «Skupina Langa». Песня «Vrag naj zname» была позднее записана и на английском языке под названием «Heavy weather».

## Результаты финального отбора
| Номер | Исполнитель         | Песня                   | Финал | Суперфинал | Место |
| 1     | Манца Шпик          | Še vedno nekaj čutim    | 3432  | -          | 9     |
| 2     | Ева Черне           | Dovolj                  | 8044  | -          | 5     |
| 3     | Skupina Langa       | Za svobodo divjega srca | 21193 | 56428      | 2     |
| 4     | 4Play               | DJ                      | 9134  | -          | 4     |
| 5     | Johnny Bravo        | Butn ..., butn!!!       | 6192  | -          | 7     |
| 6     | Тина Гачник (Тиана) | Povej!                  | 4945  | -          | 8     |
| 7     | Cole in Predsednik  | Dober Planet            | 3189  | -          | 10    |
| 8     | Ребека Дремель      | Vrag naj vzame          | 12665 | 56823      | 1     |
| 9     | Turbo Angels        | Zabava                  | 7914  | -          | 6     |
| 10    | Бригита Шулер       | Samara                  | 9746  | -          | 3     |

## Выступление
Словения не являлась фаворитом конкурса ещё до его начала. Автор интернет-проекта «Евровидение-Казахстан» Андрей Михеев назвал песню стандартной для Евровидения и высказал надежду, что Словения, в отличие от Чехии, выйдет в финал:

- Музыка: Такое впечатление, что уже вырабатывается и стиль словенских песен национальных отборов... Припев очень запоминающийся. 8/10
- Текст: Посмотрим, вероятно, хук как обычно испортит. Я бы оставлял припев на словенском, звучит. 8/10
- Вокал: Стандарт-поп... 8/10
- Итог: ... у которого всегда есть шансы пройти. Сильнее Чехии. 8/10

Российский музыкальный критик Антон Кулаков отмечал только хороший текст на словенском, но считал, что исполнительница слабее Аленки Готар в плане вокала:

- Музыка: Балканский лайт-этник-поп. Заезженно до ужаса. Похоже, все деятели OGAE-шного второго шанса должны попасть на Евро, но с более слабой песней. 6/10
- Текст: Ожидаю, что этот очень интересный текст угробят переводом на английский. 9/10
- Вокал: Ну не Готар... Но и до Деренды далеко. 6/10
- Итог: Вспоминая пролаз Готар... Шансы есть. Хотя песня того не достойна. На одном тексте не уедешь. 7/10

По новым правилам конкурса отныне в финал автоматически попадали только страны Большой четвёрки и хозяйка конкурса, все остальные обязаны были проходить полуфиналы. Ребека Дремель получила 8-й порядковый номер в первом полуфинале 20 мая вместе с танцорами в кожаных костюмах. Ребека выступала в зелёном платье, скрытом под плащом, и находилась в начале номера во флуоресцирующей клетке, откуда выбиралась, сбрасывая плащ. Ребека набрала 36 баллов и заняла 11-е место: в финал она могла выйти только по решению жюри, но судьи выбрали вместо неё представительницу Польши Айсис Джи, занявшую 10-е место. В итоге Словения осталась без финала.
Конкурс комментировал Андрей Хофер, а голоса зрителей оглашал известный словенский шоумен Петер Полес, занимавшийся оглашением результатов зрительского голосования с 2004 года. Полес, известный своими комическими номерами во время объявления результатов, начал своё выступление на сербском, сделав своеобразную отсылку к югославскому «братству и единству».

## Голосование

### Голоса от Словении
| 12 баллов | Босния и Герцеговина |
| 10 баллов | Черногория           |
| 8 баллов  | Греция               |
| 7 баллов  | Россия               |
| 6 баллов  | Румыния              |
| 5 баллов  | Армения              |
| 4 балла   | Израиль              |
| 3 балла   | Финляндия            |
| 2 балла   | Норвегия             |
| 1 балл    | Андорра              |

| 12 баллов | Сербия               |
| 10 баллов | Босния и Герцеговина |
| 8 баллов  | Хорватия             |
| 7 баллов  | Россия               |
| 6 баллов  | Греция               |
| 5 баллов  | Армения              |
| 4 балла   | Албания              |
| 3 балла   | Израиль              |
| 2 балла   | Украина              |
| 1 балл    | Азербайджан          |

### Голоса за Словению
| 12 баллов | 10 баллов                           | 8 баллов | 7 баллов                                        | 6 баллов                |
| --------- | ----------------------------------- | -------- | ----------------------------------------------- | ----------------------- |
|           | - Босния и Герцеговина - Черногория |          |                                                 |                         |
| 5 баллов  | 4 балла                             | 3 балла  | 2 балла                                         | 1 балл                  |
|           | - Армения                           |          | - Греция - Израиль - Молдавия - Польша - Россия | - Азербайджан - Румыния |